# Легасов Валерій Олексійович
Легасов Валерій Олексійович (1 вересня 1936 — 27 квітня 1988) — академік АН СРСР, фахівець з фізичної, неорганічної хімії, неорганічного синтезу і хімії плазми, перший заступник директора Інституту атомної енергії ім. Курчатова.
Один із керівників державної комісії з ліквідації наслідків катастрофи на ЧАЕС і безпосередніх учасників у перший період після аварії. Нагороджений, посмертно, в 1996 році званням Герой Російської Федерації.

## Життєпис
Народився 1 вересня 1936 р. в Тулі.
У 1949—1954 роках навчався в московській школі № 56, закінчив її з золотою медаллю. Зараз школа носить його ім'я, біля головного входу встановлено його бронзову статую.
У 1961 році закінчив МХТІ імені Д. І. Менделєєва. Працював секретарем комітету ВЛКСМ Московського хіміко-технологічного інституту ім. Д. І. Менделєєва.
З 1962 року — в аспірантурі відділення молекулярної фізики Інституту атомної енергетики імені І. В. Курчатова, потім там же молодший і старший науковий співробітник, начальник лабораторії.
У 1967 році захистив кандидатську дисертацію про синтез сполук благородних газів і вивчення їхніх властивостей.
У 1972 році захистив докторську дисертацію (доктор хімічних наук), призначений заступником директора з наукової роботи Інституту атомної енергії імені І. В. Курчатова. З 1984 року — перший заступник директора Інституту.
У 1978—1983 роках професор МФТІ, з 1983 року і до моменту відходу з життя працював на хімічному факультеті МДУ, завідував кафедрою радіохімії і хімічної технології.
У 1976 році обраний членом-кореспондентом АН СРСР, а в 1981 році — дійсним членом АН СРСР по відділенню фізикохімії та технології неорганічних матеріалів.
З 1983 року — перший заступник директора Інституту атомної енергії імені І. В. Курчатова.

### Чорнобильська катастрофа
Легасов безпосередньо як фахівець не мав справи з атомними реакторами, але коли сталася аварія в Чорнобилі, опинився на місці катастрофи одним з перших і провів там у цілому чотири місяці — замість допустимих 2—3 тижнів. Саме він запропонував склад суміші, якою засипали реактор, що палав, і завдяки якій наслідки виявилися меншими, ніж могли б бути. Легасов з'являється у документальному фільмі з місця ліквідації катастрофи «Чорнобиль — Хроніка важких тижнів» і британо-американському серіалі «Чорнобиль».
Перший час після аварії, особливо на міжнародних зустрічах експертів з атомної енергії, він продовжував дотримуватися керівної лінії Політбюро ЦК КПРС на чолі з Горбачовим на применшення реальної картини катастрофи. Після завершення своєї місії в Чорнобилі та Києві й повернення до Москви він безпосередньо зіткнувся з наслідками аварії, тож почав порушувати принципові та гострі питання серед московського партійного керівництва.
Легасов почав прямо говорити про принципові недоліки конструювання ЧАЕС та її реакторів, про хибність приховування від широкої громадськості масштабів та загроз катастрофи, — чим порушив принцип кланового мовчання та професійної таємниці московських науково-промислових кіл. За думкою сучасних Легасову західних колег та українських сучасників (Юрій Щербак), цього Легасову в цих колах не пробачили як тоді, так і після його смерті. Навіть 25 років по його смерті, окремі співробітники Інституту атомної енергії ім. Курчатова (Росія) не приховують ворожості та ненависті до Легасова.

## Смерть
За два роки після аварії, 27 квітня 1988 року в Москві Легасов раптово помер. Його тіло знайшли у власній квартирі повішеним. Наступного дня Легасов мав оголосити свої результати розслідування причин катастрофи на ЧАЕС.
За версією офіційного слідства Генеральної прокуратури СРСР, смерть сталася через самогубство на ґрунті депресії.
Легасов залишив надиктоване на диктофон послання, у якому прокоментував Чорнобильську катастрофу. Частина послання виявилась стертою.

## Вшанування пам'яті
У багатьох містах України є Вулиця Героїв Чорнобиля, до яких безперечно належить Валерій Легасов.

### У кінематографі
- «Чорнобиль — Хроніка важких тижнів» — документальний фільм режисера Володимира Шевченка (1986, «Укркінохроніка», 64 хв.).
- «Das Tschernobyl Vermächtnis» (нім.) («Чорнобильський спадок») — документальний фільм німецького державного телеканалу ZDF (2016, 44 хв.).
- «Чорнобиль» — мінісеріал від HBO (2019 рік, 5 серій). Актор: Джаред Гаріс.

## Виноски
1. 1 2  http://www.warheroes.ru/hero/hero.asp?Hero_id=6709
2. ↑  Gazeta.ua (25 квітня 2018). Головний ліквідатор Чорнобильської катастрофи повісився у власному кабінеті. Gazeta.ua (укр.). Архів оригіналу за 25 травня 2019. Процитовано 25 травня 2019.